# Eparchia boryspolska
Eparchia boryspolska – jedna z eparchii Ukraińskiego Kościoła Prawosławnego Patriarchatu Moskiewskiego, z siedzibą w Boryspolu.

Eparchia boryspolska na tle podziału administracyjnego UKP PM

Erygowana 25 września 2013 postanowieniem Świętego Synodu Ukraińskiego Kościoła Prawosławnego Patriarchatu Moskiewskiego, poprzez wydzielenie z eparchii kijowskiej. Pierwszym ordynariuszem został metropolita boryspolski i browarski Antoni (Pakanycz).
Eparchia obejmuje część obwodu kijowskiego – rejony: baryszowski, boryspolski, browarski, jagodziński, perejasławski, wyszogrodzki i zhuriwski.
W skład eparchii wchodzi 13 dekanatów, w tym 1 monasterski.
Na terenie eparchii działa 5 monasterów:
- Monaster Ikony Matki Bożej „Życiodajne Źródło” w Boryspolu – męski;
- Monaster Przemienienia Pańskiego w Kniażyczach – męski;
- Monaster św. Michała Archanioła w Perejasławiu – męski;
- Monaster Wniebowstąpienia Pańskiego w Perejasławiu – męski;
- Monaster Zaśnięcia Matki Bożej w Rajkiwszczynie – żeński.